# Galeruca angulicollis
Galeruca angulicollis es una especie de insecto coleóptero de la familia Chrysomelidae.
Fue descrita científicamente en 1959 por Kocher.